# Horst Franke (Rechtsanwalt)
Horst Alfred Franke (* 20. Februar 1949 in Koblenz) ist ein deutscher Rechtsanwalt mit Schwerpunkt Bau-, Architekten- und Vergaberecht und Hochschullehrer an der Bergischen Universität Wuppertal.

## Leben
Franke studierte in Mainz von 1968 bis 1973 Rechtswissenschaften. Von 1976 bis 1978 arbeitete Franke im Deutschen Bundestag. Ab 1986 war er Hauptgeschäftsführer des Hauptverbands der Deutschen Bauindustrie. Seit 1994 war er Seniorpartner der Kanzlei HFK Rechtsanwälte in Frankfurt am Main bis 2020, danach Off Councel. Von 2006 bis Ende 2020 war er Vorstandsvorsitzender der Deutschen Gesellschaft für Baurecht. Zudem war er Vorsitzender der Permanenten Kommission zur SLBau Streitlösungsordnung für das Bauwesen und Mitglied im Vorstand des Instituts für Baurecht der Juristischen Fakultät der Humboldt-Universität zu Berlin. Franke ist Professor für Baurecht und für nationales sowie EU-Vergaberecht an der Universität Wuppertal und Dozent im Weiterbildungsstudiengang Real Estate Management & Construction Project Management.
Für sein ehrenamtliches Engagement im Bereich des Bau- und Vergaberechts erhielt er im Dezember 2012 das Verdienstkreuz am Bande. Ebenso wurde er 2015 in Wien anlässlich der CBTR-Tagung für sein außerordentliches Wirken im Baurecht mit dem Tiefbaurechtspreis ausgezeichnet.
Franke hat vier Kinder.

## Auszeichnungen
- 1996: Honorarprofessor der Bergischen Universität GH Wuppertal[3]
- 2012: Verdienstkreuz am Bande der Bundesrepublik Deutschland
- 2015 Internationaler Tiefbaurechtspreis des CBTR Centrum für Deutsches und Internationales Baugrund- und Tiefbaurecht

## Schriften
- mit Bayer/Portz: Handbuch für die Baupraxis : Gesetze, Verordnungen, Richtlinien, Vertragsmuster für Baubeteiligte. Werner Verlag, Düsseldorf, ISBN 3-8041-1558-6
- mit Höfler: Auftragsvergabe nach VOL/A und VOF. Rudolf Müller Verlag Köln, 1999, ISBN 3-481-01517-8
- mit Bayer/Opitz: EU-Vergaberecht. Beuth Verlag Berlin, Wien, Zürich, 2001, ISBN 3-410-14904-X
- mit Zanner/Kemper: VOB B kompakt. Rudolf Müller Verlag Köln, 2001, ISBN 3-481-01760-X
- mit Heiermann/Knipp: Handbuch Baubegleitende Rechtsberatung. Beck Verlag, München, 2002
- mit Zanner/Kemper: Der sichere Bauvertrag. Rudolf Müller Verlag Köln, 2003, ISBN 3-481-01892-4
- mit Zanner/Kemper/Knipp/Laub: Die Immobilie. Werner Verlag Düsseldorf, 2004
- mit Englert/Grieger: Streitlösung ohne Gericht – Schlichtung, Schiedsgericht und Mediation in Bausachen. Werner Verlag, Düsseldorf, 2006, ISBN 978-3-8041-1465-4
- mit Kemper/Zanner/Grünhagen: VOB-Kommentar Bauvergaberecht Bauvertragsrecht Bauprozessrecht. Werner Verlag, Düsseldorf, 2010, ISBN 978-3-8041-1627-6
- mit Englert/Miernik/Meyer-Postelt/Halstenberg/Kuffer: SLBau-Kommentar, 1. Aufl. 2010, Werner-Verlag, Neuwied